# Хартсхорн, Ричард

Ричард Хартсхорн (англ. Richard Hartshorne; 12 декабря 1899, Киттаннинг, Пенсильвания — 5 ноября 1992, Мэдисон, Висконсин) — американский географ, основоположник поведенческой географии.

## Биография
Родился в городке Киттанинг в Пенсильвании. Младший брат американского религиозного философа Чарльза Хартсхорна (1897—2000). Учился в Принстонском университете (окончил в 1920), получил степень доктора в Чикагском университете (1924). Преподавал в университетах Миннесоты (1924-40) и Висконсина (1940-70, с перерывом во время войны). В 1949 году был избран президентом Ассоциации американских географов.
Является одним из наиболее ярких представителей хорологической школы, считал географию единой наукой, задачей которой является описание «территориальной дифференциации земной поверхности» и накопление фактического материала. Особое значение придавал изучению традиций и обычаев населения разных территорий, поведения их обитателей. Считал их тесно взаимосвязанными с другими природными и социально-экономическими явлениями, характерными для той или иной территории. Был противником использования аналитических методов, считая их удалением от географической реальности. Внес большой вклад в развитие теории политической (объяснение поведения избирателей и др.) и культурной (определение культурного ландшафта) географии. В 1950-х годах взгляды Хартсхорна были подвергнуты критике представителями школы пространственного анализа, в частности Фредом Шеффером и Вильямом Бунге.
Основные работы:
- «Recent Developments in Political Geography, I», The American Political Science Review, Vol. 29, No. 5 (Oct., 1935), pp. 785–804.
- «The nature of geography» (1939)
- «Perspective on the nature of geography» (1959).